# Jean II de Nîmes
Pour les articles homonymes, voir Jean II.
Jean II est un prélat du Haut Moyen Âge, sixième évêque connu de Nîmes, vers 650.